# Аглен
А́глен (болг. Ъглен) — село в Ловецькій області Болгарії. Входить до складу общини Луковит.

## Населення
За даними перепису населення 2011 року у селі проживали 796 осіб.
Національний склад населення села:
| Національність   | Кількість осіб | Відсоток |
| ---------------- | -------------- | -------- |
| болгари          | 712            | 96,9%    |
| турки            | 11             | 1,5%     |
| цигани           | 8              | 1,1%     |
| інша             | 0              | 0%       |
| не визначились   | 4              | 0,5%     |
| Всього відповіли | 735            |          |

Розподіл населення за віком у 2011 році:
Динаміка населення: